# China Xinjiang Airlines
China Xinjiang Airlines (кит. 中国新疆航空) — бывшая китайская авиакомпания, принадлежащая CAAC. Её штаб-квартира находилась в собственности международного аэропорта Дивопу в Урумчи. . Он базировался в Урумчи и имел дополнительный центр в Чанчжоу в провинции Цзянсу.
Авиакомпания была поглощена China Southern Airlines в 2003 году.

## История
Авиакомпания была создана как отделение регионального органа СААС в Синьцзяне; полёты стартовали 1 января 1985 года.
В конце 1993 года авиакомпания стала владельцем первого из пяти 72-местных ATR 72, которые были заказаны в мае того же года. Это событие стало важной вехой для China Xinjiang Airlines, поскольку она стала первой китайской авиакомпанией, которая начала принимать и эксплуатировать самолёты ATR. В апреле 1995 года авиакомпания принадлежала и CAAC, и провинции Синьцзян. Она имела парк из двух самолётов Ан-24, двух DHC-6, одного Ил-86 , восьми SAP Y-8 и шести Ту-154М. Пять лет спустя пост президента занимал Чжан Жуйфу, в компании работало 4597 человек. В это время сеть полётов охватывала Алматы, Пекин, Чанша, Чанчжоу, Чэнду, Чунцин, Далянь, Фучжоу, Гуанчжоу, Гуйлинь, Хайкоу, Ханчжоу, Харбин, Гонконг, Исламабад, Цзинань, Карамей, Корла, Куньмин, Ланьчжоу, Москву, Новосибирск, Циндао, Шанхай, Шэньян, Шэньчжэнь, Ташкент, Тяньцзинь, Ухань, Сиань, Сямынь, Синин, Яньтай и Чжэнчжоу. В 2001 году на рейсах авиакомпании появились самолёты Боинг 737-400 на новом маршруте, связывающем Урумчи с Гонконгом.
China Southern Airlines расширилась за счёт объединения с China Northern Airlines и China Xinjiang Airlines. В результате поглощения, одобреного китайскими властями в октябре 2002 года, China Xinjiang Airlines прекратила своё существование.

## Флот

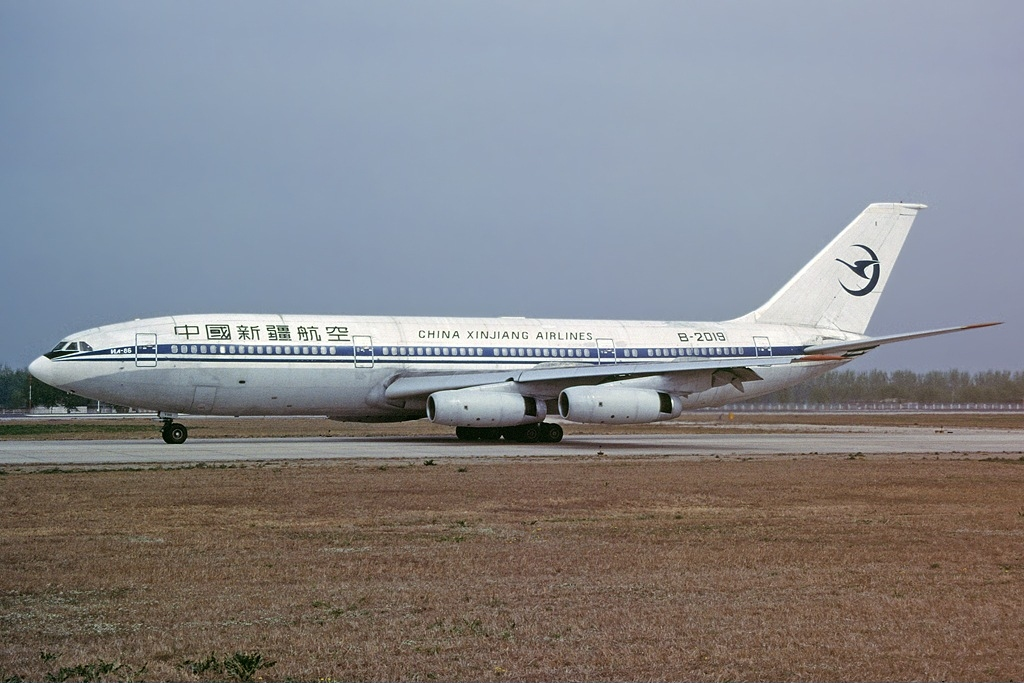
Самолёт компании China Xinjiang Airlines Ил-86 в аэропорту Пекин Шоуду в 1999 году

China Xinjiang Airlines эксплуатировала следующие самолёты:
- ATR 72-500
- Ан-24
- Боинг 737-300
- Боинг 737-400[9]
- Боинг 757-200
- DHC-6 Twin Otter
- Ил-86
- Ту-154М
- SAP Y-8